# 石垣島
石垣島（いしがきじま、沖縄語：イシガチ）は、沖縄県の八重山列島にある島。島全域が沖縄県石垣市に属している。
沖縄県内では沖縄本島・西表島に次いで3番目、日本全体（北海道、本州、四国及び九州の4島と沖縄本島を含む）では21番目の面積を持つ。人口は49,651人（2022年9月時点）。

## 概要
石垣島は八重山列島の政治・経済・教育・交通などの中心地である。沖縄県の県庁所在地の那覇市からは南西に410km離れている。一方、台湾とは概ね270kmしか離れておらず、地理的には日本の大半の地域よりも台湾に近い。

## 歴史
白保竿根田原洞穴遺跡から日本最古と見られる約2万年前の人骨が見つかっている。
1771年の八重山地震（明和の大津波）を含めて、巨大津波が過去2000年間に4度押し寄せたことが地層調査で明らかになっている。

## 位置

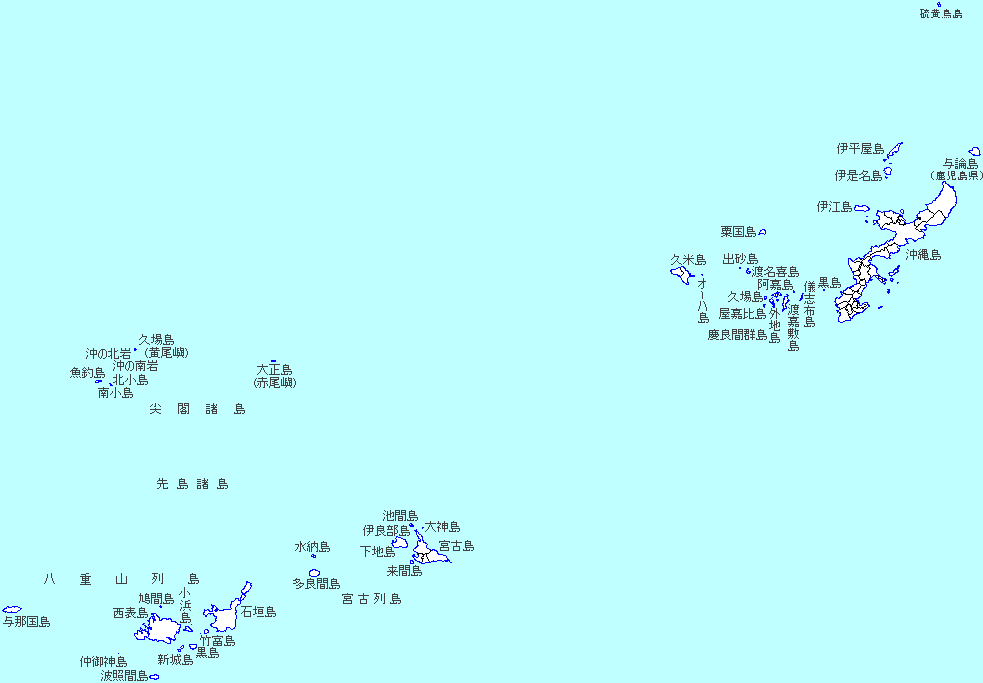
石垣島の位置

### 地理
面積は222.25km2。島の主要部は概ね五角形で、その北東端から北東方向に細長く野底半島及び平久保半島が突き出ている。島の中央やや北にある標高 525.5 m の於茂登岳は沖縄県の最高峰であり、この山以北は山がちである。於茂登岳の山腹からは、石垣島最大の宮良川が南流するとともに、名蔵川が西流して河口に名蔵アンパルを形成する。南部は、隆起サンゴ礁の平地が多く、人口が集中する。

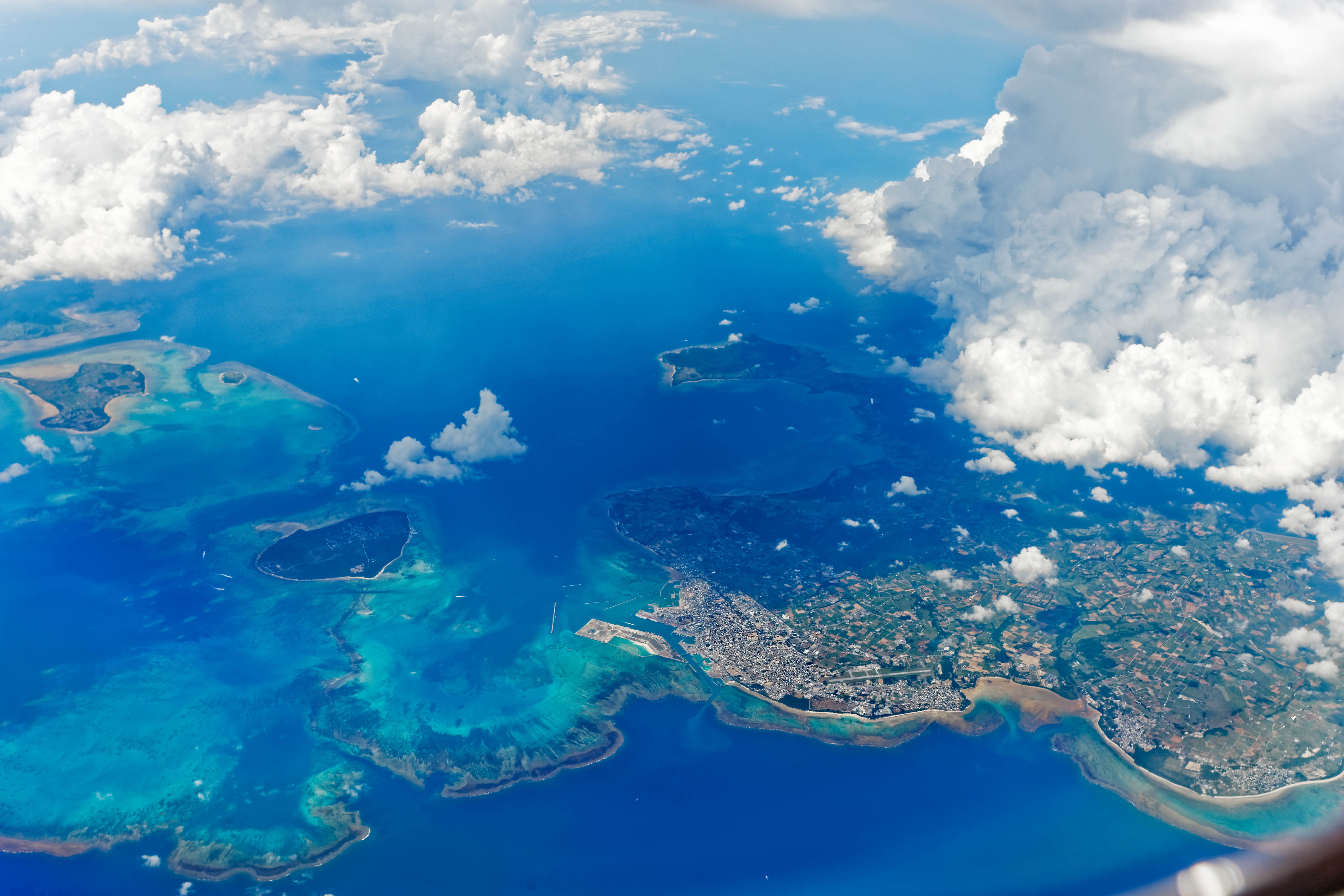
石垣島、竹富島、小浜島の航空写真（2014年）
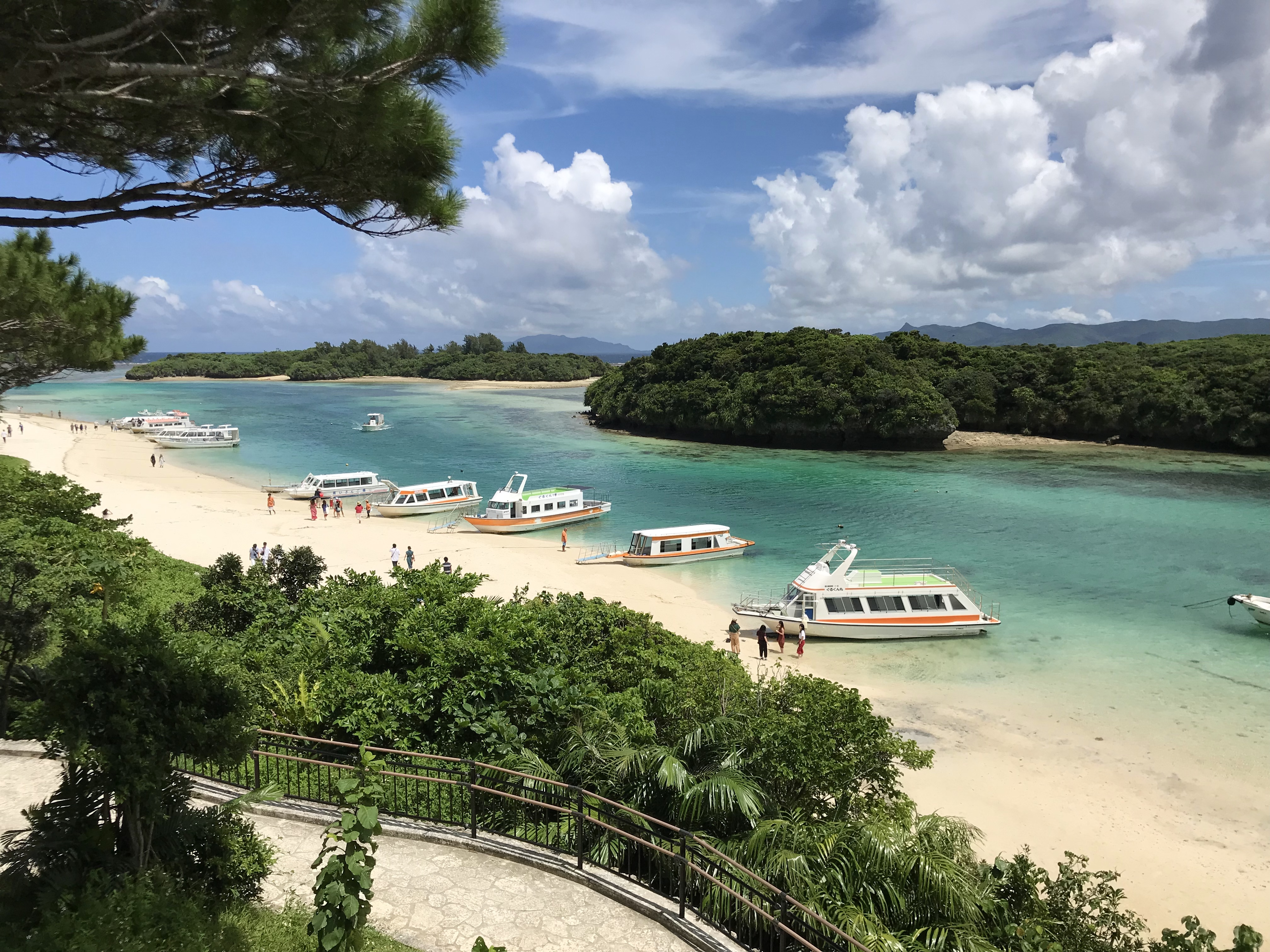
川平湾（2019年9月11日撮影）
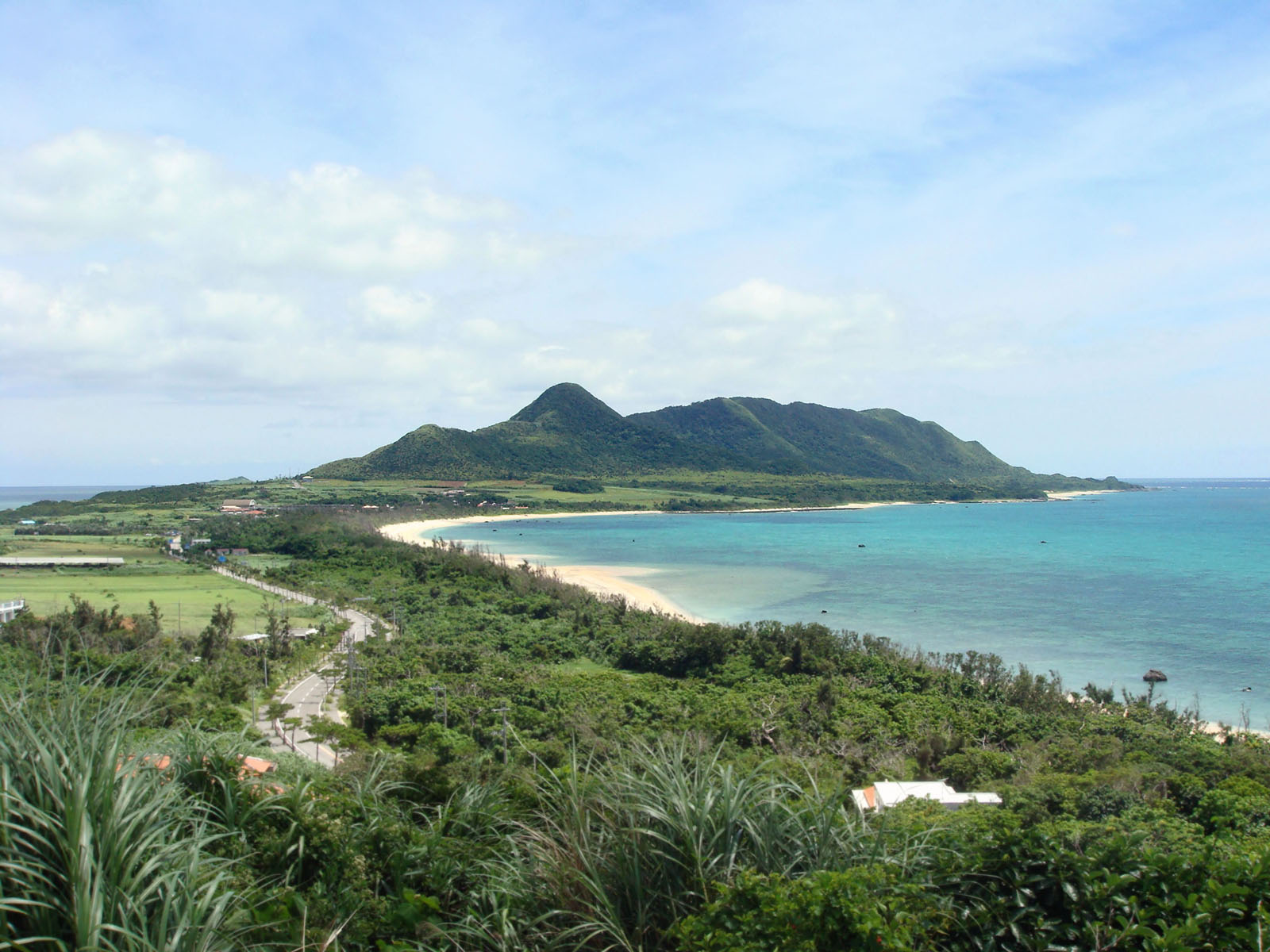
平久保半島

### 気候
石垣島を含む沖縄県は、亜熱帯に属し海洋の影響が強いため、その気候は亜熱帯海洋性気候といわれる。また、石垣島は、気象庁の平年値（1991-2020年）に基づくと、ケッペンの気候区分上は熱帯雨林気候 (Af) に相当する。
- 石垣市登野城
  - 最寒月平均気温 18.9 ℃（1月）
  - 最暖月平均気温 29.6℃（7月）
  - 年間平均気温 24.5℃
  - 最少雨月降水量 124.0 mm（2月）
  - 最多雨月降水量 259.7 mm (9月)
  - 乾燥限界 630 mm < 年平均降水量 2095.5 mm

| 石垣島地方気象台（石垣市登野城、標高6m）の気候               | 石垣島地方気象台（石垣市登野城、標高6m）の気候 | 石垣島地方気象台（石垣市登野城、標高6m）の気候 | 石垣島地方気象台（石垣市登野城、標高6m）の気候 | 石垣島地方気象台（石垣市登野城、標高6m）の気候 | 石垣島地方気象台（石垣市登野城、標高6m）の気候 | 石垣島地方気象台（石垣市登野城、標高6m）の気候 | 石垣島地方気象台（石垣市登野城、標高6m）の気候 | 石垣島地方気象台（石垣市登野城、標高6m）の気候 | 石垣島地方気象台（石垣市登野城、標高6m）の気候 | 石垣島地方気象台（石垣市登野城、標高6m）の気候 | 石垣島地方気象台（石垣市登野城、標高6m）の気候 | 石垣島地方気象台（石垣市登野城、標高6m）の気候 | 石垣島地方気象台（石垣市登野城、標高6m）の気候 |
| 月                                                           | 1月                                            | 2月                                            | 3月                                            | 4月                                            | 5月                                            | 6月                                            | 7月                                            | 8月                                            | 9月                                            | 10月                                           | 11月                                           | 12月                                           | 年                                             |
| ------------------------------------------------------------ | ---------------------------------------------- | ---------------------------------------------- | ---------------------------------------------- | ---------------------------------------------- | ---------------------------------------------- | ---------------------------------------------- | ---------------------------------------------- | ---------------------------------------------- | ---------------------------------------------- | ---------------------------------------------- | ---------------------------------------------- | ---------------------------------------------- | ---------------------------------------------- |
| 最高気温記録 °C （°F）                                       | 27.7 (81.9)                                    | 28.0 (82.4)                                    | 29.4 (84.9)                                    | 31.1 (88)                                      | 33.3 (91.9)                                    | 34.6 (94.3)                                    | 35.5 (95.9)                                    | 35.6 (96.1)                                    | 35.2 (95.4)                                    | 32.8 (91)                                      | 30.8 (87.4)                                    | 28.8 (83.8)                                    | 35.6 (96.1)                                    |
| 平均最高気温 °C （°F）                                       | 21.5 (70.7)                                    | 22.0 (71.6)                                    | 23.7 (74.7)                                    | 26.0 (78.8)                                    | 28.7 (83.7)                                    | 30.9 (87.6)                                    | 32.2 (90)                                      | 32.0 (89.6)                                    | 31.0 (87.8)                                    | 28.8 (83.8)                                    | 26.2 (79.2)                                    | 23.0 (73.4)                                    | 27.2 (81)                                      |
| 日平均気温 °C （°F）                                         | 18.9 (66)                                      | 19.4 (66.9)                                    | 20.9 (69.6)                                    | 23.4 (74.1)                                    | 25.9 (78.6)                                    | 28.4 (83.1)                                    | 29.6 (85.3)                                    | 29.4 (84.9)                                    | 28.2 (82.8)                                    | 26.0 (78.8)                                    | 23.6 (74.5)                                    | 20.5 (68.9)                                    | 24.5 (76.1)                                    |
| 平均最低気温 °C （°F）                                       | 16.7 (62.1)                                    | 17.2 (63)                                      | 18.6 (65.5)                                    | 21.3 (70.3)                                    | 23.9 (75)                                      | 26.6 (79.9)                                    | 27.7 (81.9)                                    | 27.3 (81.1)                                    | 26.0 (78.8)                                    | 23.9 (75)                                      | 21.5 (70.7)                                    | 18.4 (65.1)                                    | 22.4 (72.3)                                    |
| 最低気温記録 °C （°F）                                       | 6.5 (43.7)                                     | 7.1 (44.8)                                     | 7.4 (45.3)                                     | 10.0 (50)                                      | 14.9 (58.8)                                    | 17.5 (63.5)                                    | 20.9 (69.6)                                    | 17.4 (63.3)                                    | 17.9 (64.2)                                    | 14.1 (57.4)                                    | 12.1 (53.8)                                    | 9.7 (49.5)                                     | 6.5 (43.7)                                     |
| 降水量 mm （inch）                                           | 135.0 (5.315)                                  | 124.0 (4.882)                                  | 134.4 (5.291)                                  | 146.9 (5.783)                                  | 190.7 (7.508)                                  | 208.2 (8.197)                                  | 142.3 (5.602)                                  | 249.8 (9.835)                                  | 259.7 (10.224)                                 | 211.2 (8.315)                                  | 138.1 (5.437)                                  | 155.2 (6.11)                                   | 2,095.5 (82.5)                                 |
| 平均降水日数 （≥0.5 mm）                                     | 14.9                                           | 11.7                                           | 11.7                                           | 10.3                                           | 11.1                                           | 10.0                                           | 10.4                                           | 13.3                                           | 13.1                                           | 12.3                                           | 12.8                                           | 14.8                                           | 146.3                                          |
| % 湿度                                                       | 72                                             | 73                                             | 74                                             | 77                                             | 79                                             | 81                                             | 77                                             | 78                                             | 76                                             | 73                                             | 73                                             | 71                                             | 75                                             |
| 平均月間日照時間                                             | 84.7                                           | 91.3                                           | 118.1                                          | 130.3                                          | 164.3                                          | 212.9                                          | 261.0                                          | 232.9                                          | 189.9                                          | 157.6                                          | 115.3                                          | 89.3                                           | 1,852.5                                        |
| 出典：気象庁（平均値：1991年 - 2020年、極値：1896年 - 現在） |                                                |                                                |                                                |                                                |                                                |                                                |                                                |                                                |                                                |                                                |                                                |                                                |                                                |

- 石垣市 伊原間
  - 最寒月平均気温 18.6 ℃（1月）
  - 最暖断月平均気温 29.0℃ (7月)
  - 年間平均気温 24.1℃
  - 最少雨月降水量 128.4 mm（7月）
  - 最多雨月降水量 258.0 mm (9月)
  - 乾燥限界 622 mm < 年平均降水量 2192.4 mm

| 石垣市伊原間（伊原間地域気象観測所）の気候                   | 石垣市伊原間（伊原間地域気象観測所）の気候 | 石垣市伊原間（伊原間地域気象観測所）の気候 | 石垣市伊原間（伊原間地域気象観測所）の気候 | 石垣市伊原間（伊原間地域気象観測所）の気候 | 石垣市伊原間（伊原間地域気象観測所）の気候 | 石垣市伊原間（伊原間地域気象観測所）の気候 | 石垣市伊原間（伊原間地域気象観測所）の気候 | 石垣市伊原間（伊原間地域気象観測所）の気候 | 石垣市伊原間（伊原間地域気象観測所）の気候 | 石垣市伊原間（伊原間地域気象観測所）の気候 | 石垣市伊原間（伊原間地域気象観測所）の気候 | 石垣市伊原間（伊原間地域気象観測所）の気候 | 石垣市伊原間（伊原間地域気象観測所）の気候 |
| 月                                                           | 1月                                        | 2月                                        | 3月                                        | 4月                                        | 5月                                        | 6月                                        | 7月                                        | 8月                                        | 9月                                        | 10月                                       | 11月                                       | 12月                                       | 年                                         |
| ------------------------------------------------------------ | ------------------------------------------ | ------------------------------------------ | ------------------------------------------ | ------------------------------------------ | ------------------------------------------ | ------------------------------------------ | ------------------------------------------ | ------------------------------------------ | ------------------------------------------ | ------------------------------------------ | ------------------------------------------ | ------------------------------------------ | ------------------------------------------ |
| 最高気温記録 °C （°F）                                       | 27.6 (81.7)                                | 28.2 (82.8)                                | 29.7 (85.5)                                | 32.8 (91)                                  | 33.5 (92.3)                                | 34.8 (94.6)                                | 36.1 (97)                                  | 35.6 (96.1)                                | 34.5 (94.1)                                | 32.6 (90.7)                                | 30.8 (87.4)                                | 28.6 (83.5)                                | 36.1 (97)                                  |
| 平均最高気温 °C （°F）                                       | 21.0 (69.8)                                | 21.5 (70.7)                                | 23.1 (73.6)                                | 25.5 (77.9)                                | 28.1 (82.6)                                | 30.8 (87.4)                                | 32.0 (89.6)                                | 31.7 (89.1)                                | 30.4 (86.7)                                | 28.1 (82.6)                                | 25.6 (78.1)                                | 22.5 (72.5)                                | 26.7 (80.1)                                |
| 日平均気温 °C （°F）                                         | 18.6 (65.5)                                | 19.0 (66.2)                                | 20.5 (68.9)                                | 22.8 (73)                                  | 25.4 (77.7)                                | 27.8 (82)                                  | 29.0 (84.2)                                | 28.8 (83.8)                                | 27.7 (81.9)                                | 25.6 (78.1)                                | 23.3 (73.9)                                | 20.2 (68.4)                                | 24.1 (75.4)                                |
| 平均最低気温 °C （°F）                                       | 16.5 (61.7)                                | 16.8 (62.2)                                | 18.2 (64.8)                                | 20.8 (69.4)                                | 23.3 (73.9)                                | 25.7 (78.3)                                | 26.8 (80.2)                                | 26.5 (79.7)                                | 25.5 (77.9)                                | 23.7 (74.7)                                | 21.4 (70.5)                                | 18.3 (64.9)                                | 22.0 (71.6)                                |
| 最低気温記録 °C （°F）                                       | 7.6 (45.7)                                 | 9.2 (48.6)                                 | 9.4 (48.9)                                 | 13.2 (55.8)                                | 16.7 (62.1)                                | 19.0 (66.2)                                | 22.0 (71.6)                                | 22.6 (72.7)                                | 20.4 (68.7)                                | 17.5 (63.5)                                | 12.7 (54.9)                                | 9.8 (49.6)                                 | 7.6 (45.7)                                 |
| 降水量 mm （inch）                                           | 162.5 (6.398)                              | 129.7 (5.106)                              | 153.3 (6.035)                              | 177.6 (6.992)                              | 212.1 (8.35)                               | 206.7 (8.138)                              | 128.4 (5.055)                              | 226.1 (8.902)                              | 258.0 (10.157)                             | 198.2 (7.803)                              | 161.6 (6.362)                              | 178.4 (7.024)                              | 2,192.4 (86.315)                           |
| 平均降水日数 （≥1.0 mm）                                     | 14.0                                       | 12.3                                       | 12.0                                       | 10.3                                       | 10.8                                       | 10.3                                       | 9.5                                        | 12.0                                       | 12.1                                       | 10.6                                       | 12.0                                       | 13.7                                       | 139.5                                      |
| 平均月間日照時間                                             | 73.0                                       | 84.7                                       | 106.9                                      | 117.4                                      | 145.2                                      | 189.5                                      | 249.5                                      | 228.1                                      | 183.0                                      | 147.3                                      | 104.7                                      | 78.1                                       | 1,710.9                                    |
| 出典：気象庁（平均値：1991年 - 2020年、極値：1977年 - 現在） |                                            |                                            |                                            |                                            |                                            |                                            |                                            |                                            |                                            |                                            |                                            |                                            |                                            |

### 自然

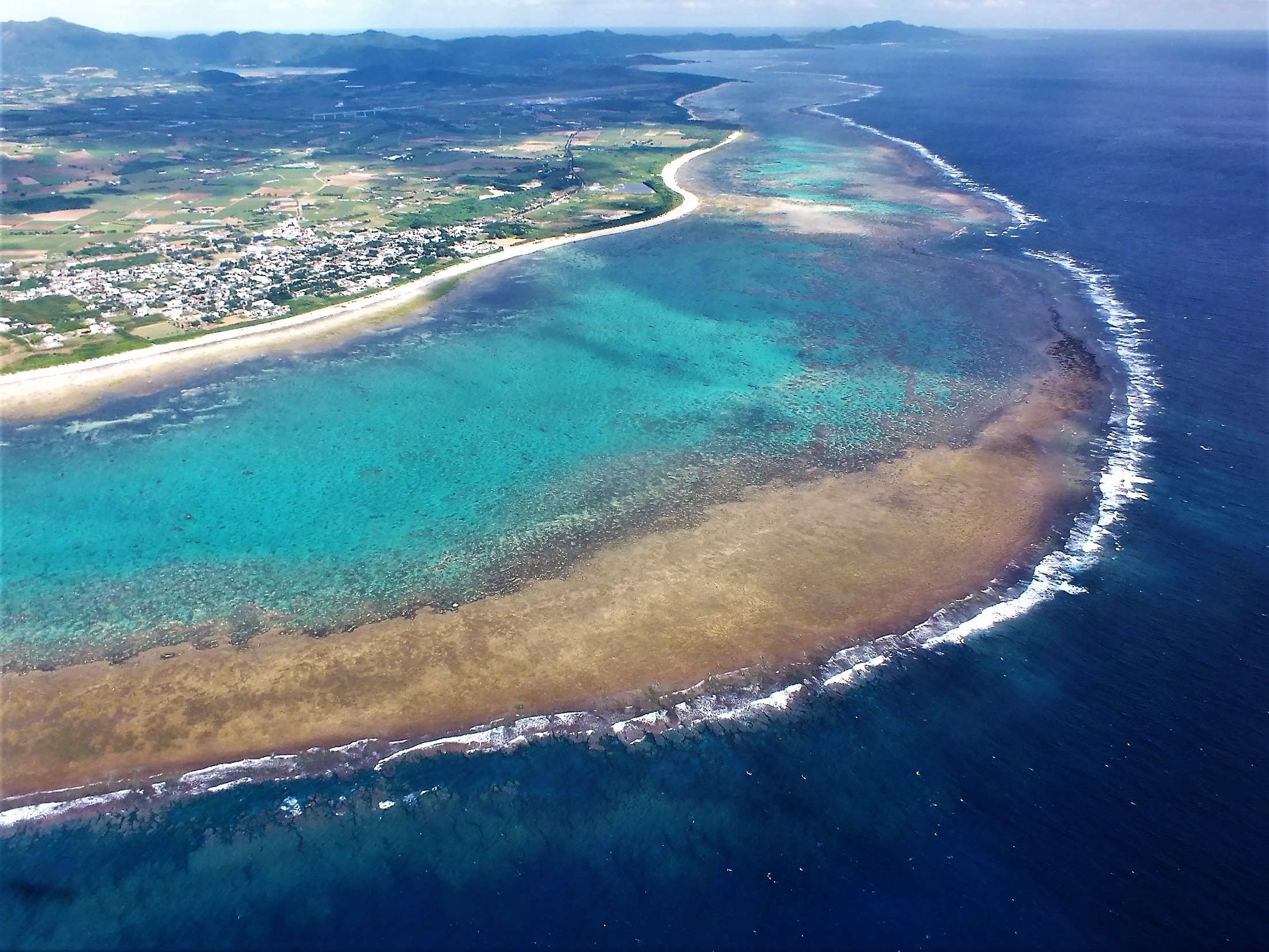
白保サンゴ礁

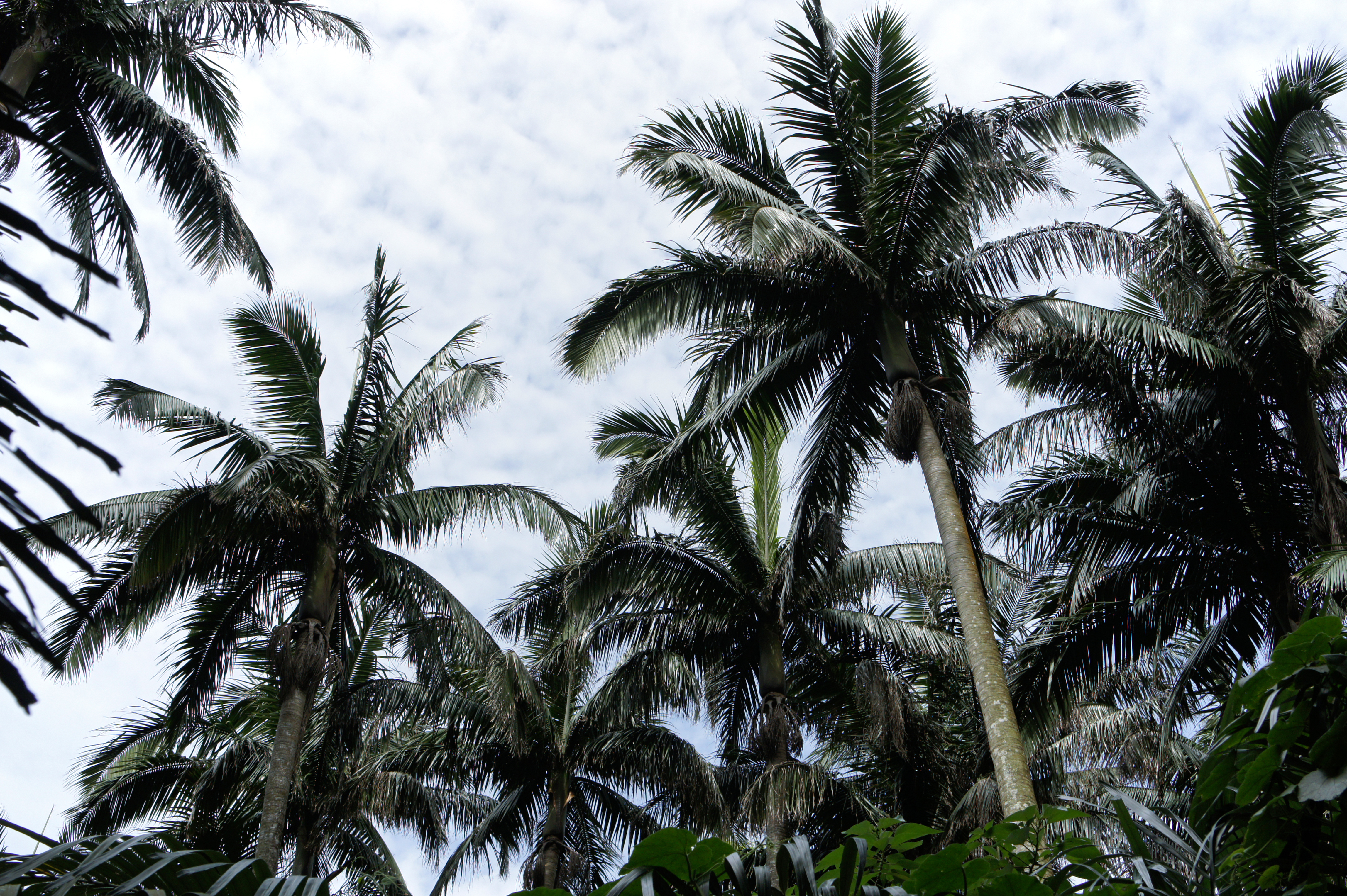
米原のヤエヤマヤシ群落

隣接する西表島と共通する貴重な種が多数生息している。若干の差が見られるものもあり、たとえばヤエヤマスミレ（Viola tashiroi Makino）はこの両島のみに分布する固有種であるが、石垣島にはその変種のイシガキスミレ（Viola tashiroi Makino var. tairae K.Nakaj.）が分布する。
一方、未だに大半を森林に覆われている西表島に対して、古くから開発が進んだ石垣島では、森林の面積は広くなく、数を減らしている生物も多い。例えば、日本では石垣島と西表島に分布するベニボシカミキリは、石垣個体群のみが、沖縄県のレッドデータブックで絶滅のおそれのある地域個体群に指定されている。
東部の宮良川河口のマングローブや、北部の米原のヤエヤマヤシ群落は天然記念物に指定されている。西部の名蔵アンパルは、2005年にラムサール条約に基づいて保護すべき貴重な湿地に登録された。
海岸ではサンゴ礁がよく発達し、南西側には西表島との間に石西礁湖が広がる。東南側の白保サンゴ礁には、約120種以上のサンゴが分布しており、1987年に国際自然保護連合（IUCN）の調査により北半球最大規模とされたアオサンゴの大群落をはじめ、ハマサンゴの巨大な群落やマイクロアトール、ユビエダハマサンゴの群落が見られる。北西部の川平湾も、流れが急で多様なサンゴがみられ、グラスボートによる遊覧が盛んである。
。
2007年8月1日、石垣島の面積の約3割にあたる約 7,000 ha が西表国立公園へ編入されるとともに、名称が西表石垣国立公園に変更された。これは国立公園としては、1964年の富士箱根伊豆国立公園以来43年ぶりの大規模な拡張である。また、この変更によりかつて新空港問題を契機に広く知られるようになった白保地区等が海中公園地区とされ、海中公園の面積は国内最大となった。

#### 生物
この地域に固有の動植物（固有種）は多い。その多くは西表島と共通である。それらのうち、「石垣」の名を冠する代表的な生物としては以下のものがある。
- 脊椎動物：イシガキトカゲ・イシガキカエルウオ・イシガキヒヨドリ
- 昆虫：イシガキトゲウスバカミキリ・イシガキニイニイ
- その他の無脊椎動物：イシガキヌマエビ
- 植物：イシガキスミレ・イシガキキヌラン・イシガキタキミシダ

なお、イシガキダイやイシガキフグは、「石垣」を名に含むが石垣島とは無関係である。

## 観光

### ダイビング・シュノーケリング
島の周辺は、日本の代表的なダイビングポイントの一つとして知られ、1年を通して多くのダイバーが訪れる場所となっている。スクーバダイビング専門誌『マリンダイビング』による読者投票では、2020年まで20年連続で国内ダイビングエリア部門で1位に選出されている。
北西部の川平石崎沖には世界有数のナンヨウマンタのクリーニングポイントがあり、8月から10月を最盛期に、年間を通じて遭遇率が高い。
島内には八重山ダイビング協会に加盟しているダイビングショップだけでも約70店舗がある。また、シュノーケリングについても島の業者による観光客向けのツアーが催行されている。

## 名所・旧跡・観光スポット・施設

### 文化財

#### 史跡
- フルスト原遺跡 - 国の史跡に指定。オヤケアカハチの居城跡といわれる。
- 先島諸島火番盛（平久保遠見台、川平火番盛）
- 川平貝塚[18]

#### 名勝
- 川平湾 - 「川平湾及び於茂登岳」として名勝に指定。
- 於茂登岳 - 同上。
- 石垣氏庭園
- 宮良殿内庭園 - 建物（旧宮良殿内）が重要文化財、庭園（宮良殿内庭園）が名勝に指定されている[18]。

#### 天然記念物
- 石垣島平久保のヤエヤマシタン
- 米原のヤエヤマヤシ群落
- 荒川のカンヒザクラ自生地
- 宮良川のヒルギ林
- 平久保安良のハスノハギリ群落
- ンタナーラのサキシマスオウノキ群落
- 石垣島東海岸の津波石群（津波大石、高こるせ石、あまたりや潮荒、安良大かね、バリ石）[18]

#### 重要文化財
- 旧宮良殿内（みやらどんち） - 建物（旧宮良殿内）が重要文化財、庭園（宮良殿内庭園）が名勝に指定されている。
- 旧和宇慶家墓
- 桃林寺権現堂 - 桃林寺は八重山列島最古の仏教寺院[18]。

### その他
- 野底岳（野底マーペー）
- 白保サンゴ礁
- 平久保崎・平久保埼灯台
- 玉取崎展望台
- 唐人墓 - 1852年のロバート・バウン号事件で犠牲になった中国人苦力の慰霊墓地。観音崎にある。
- 石垣市立八重山博物館
- オヤケアカハチの碑
- 沖縄県営バンナ公園
- 石垣島天文台
- 具志堅用高記念館
- 請福酒造 - 工場見学可能[28]。
- 八重山平和祈念館 - 戦争マラリアの資料や写真を展示する施設[29]。

### ギャラリー

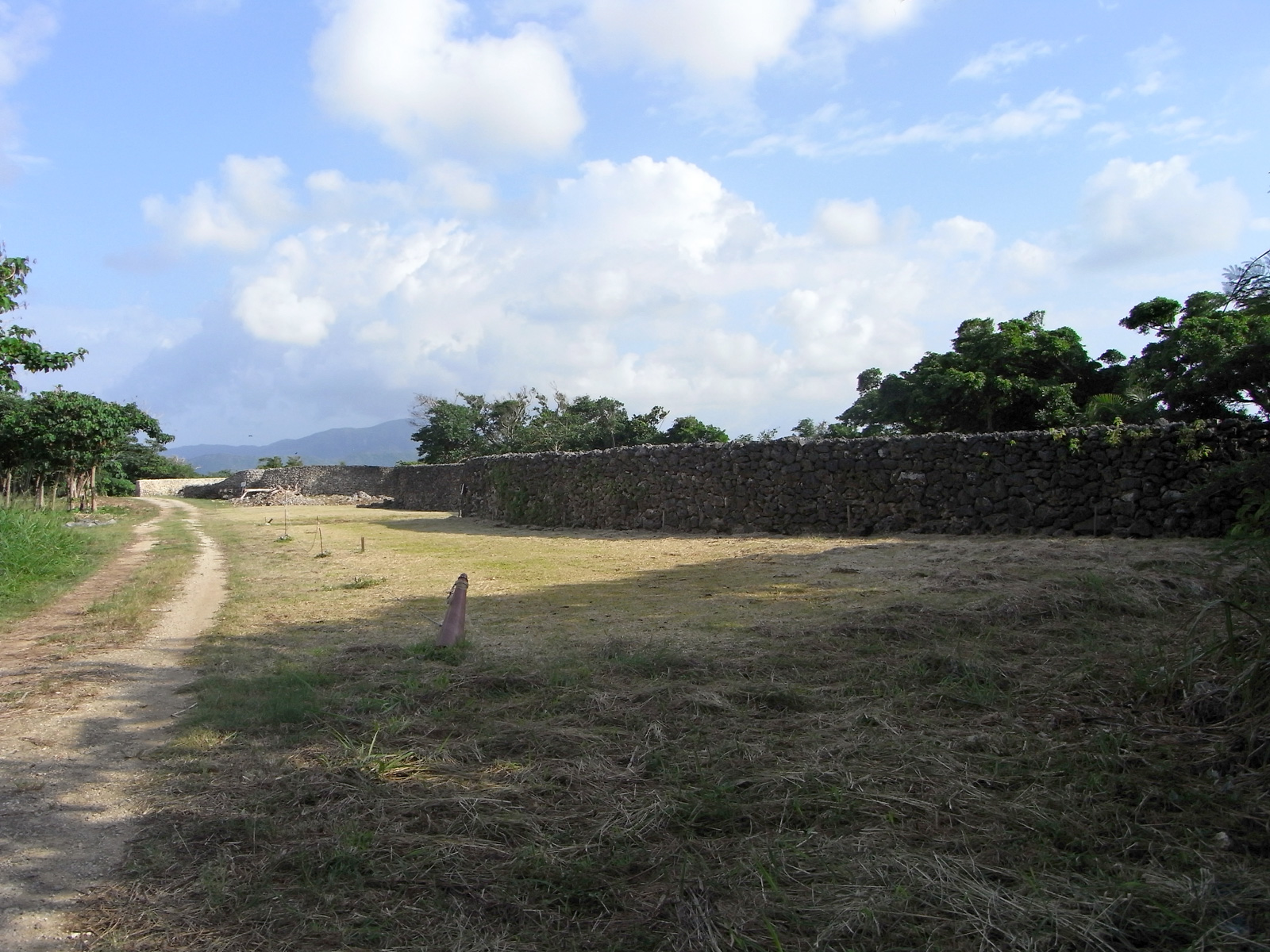
フルスト原遺跡
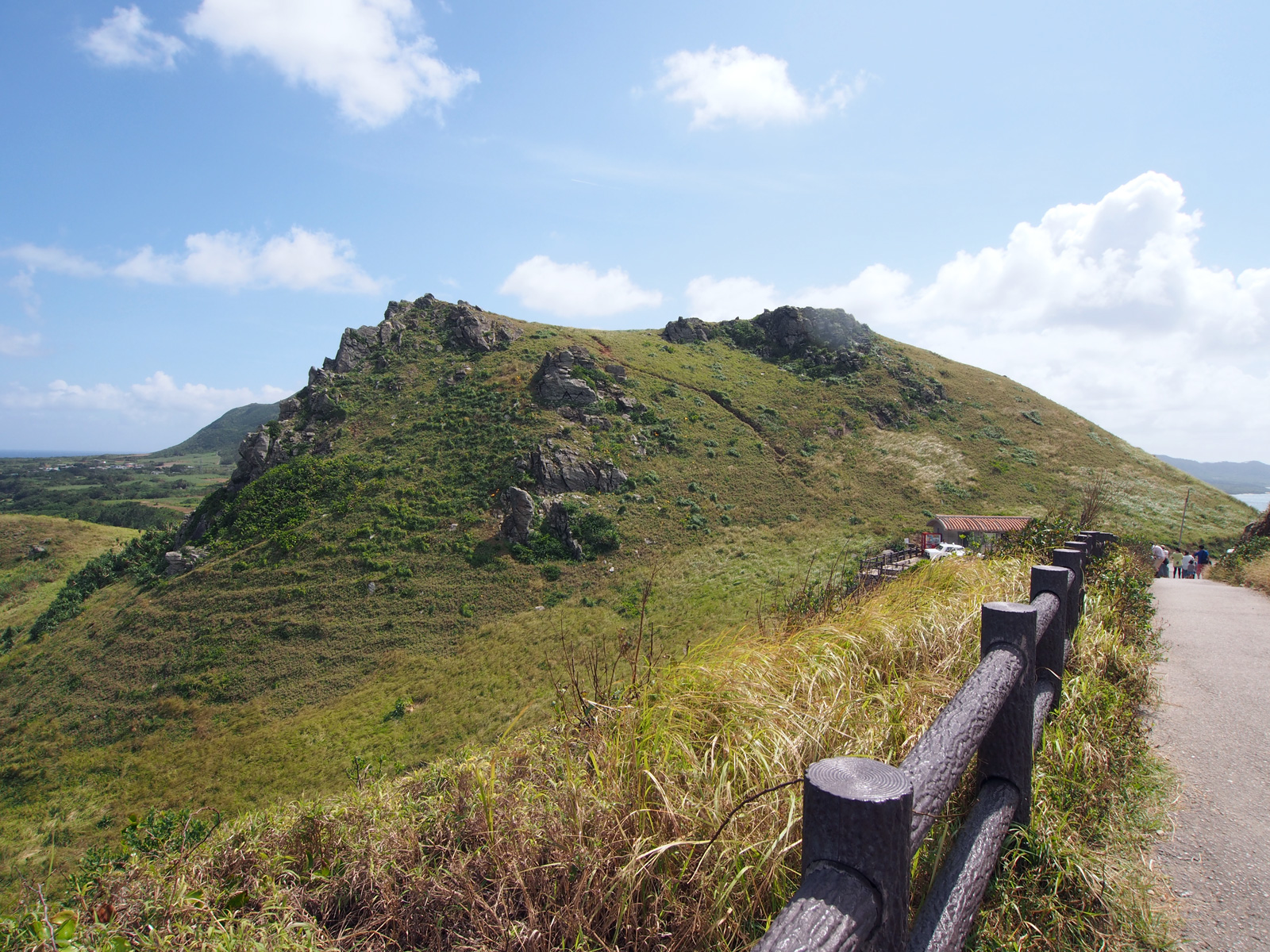
先島諸島火番盛・平久保遠見台
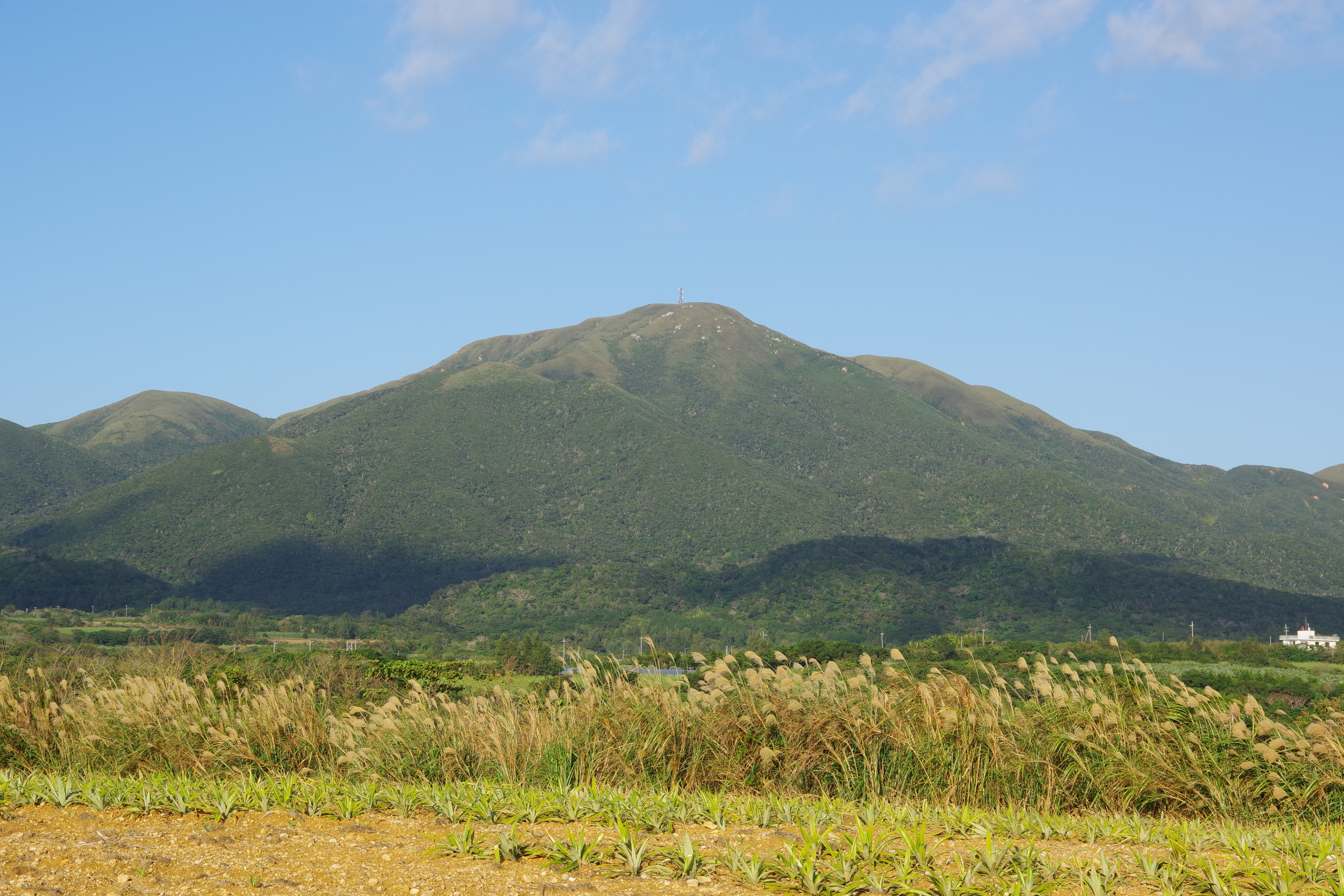
於茂登岳
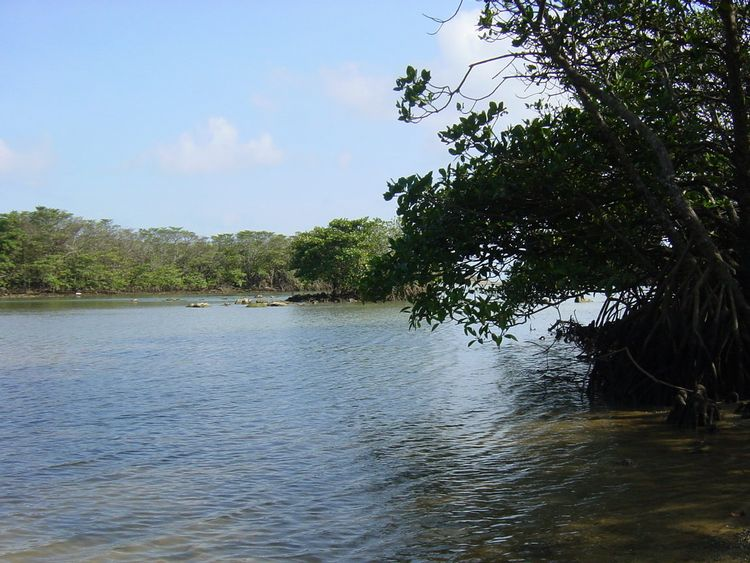
宮良川のヒルギ林
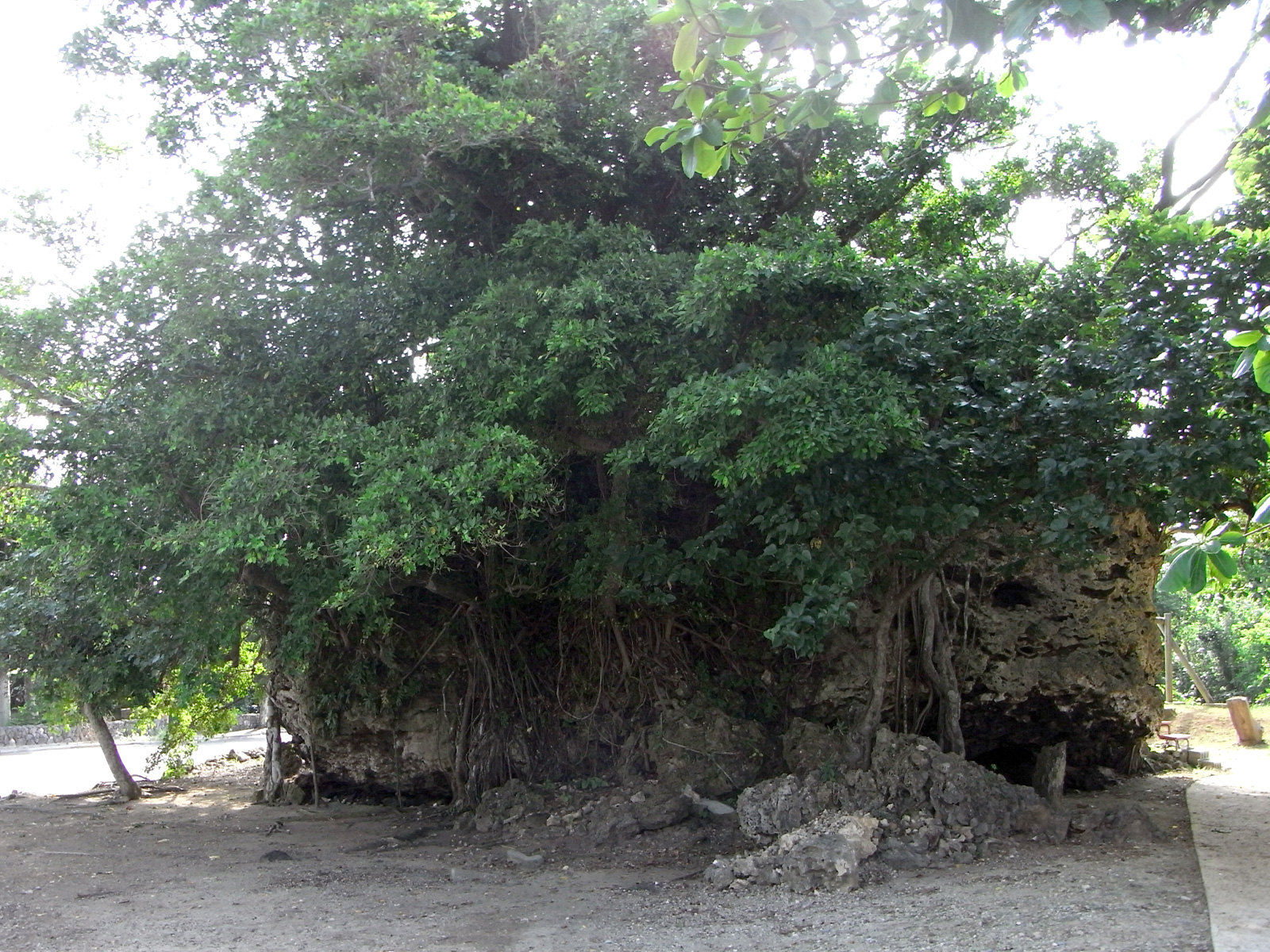
石垣島東海岸の津波石群・津波大石
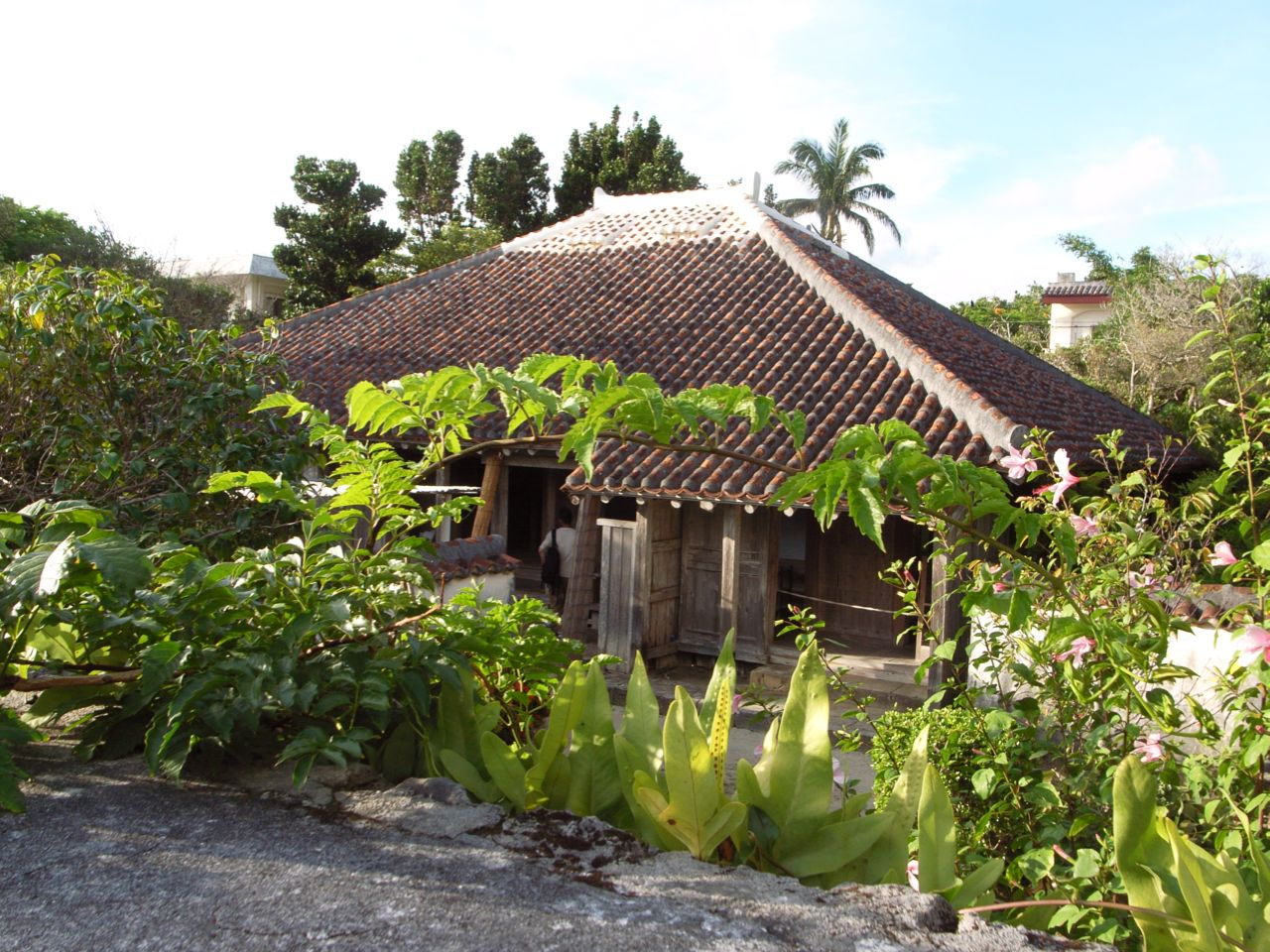
宮良殿内
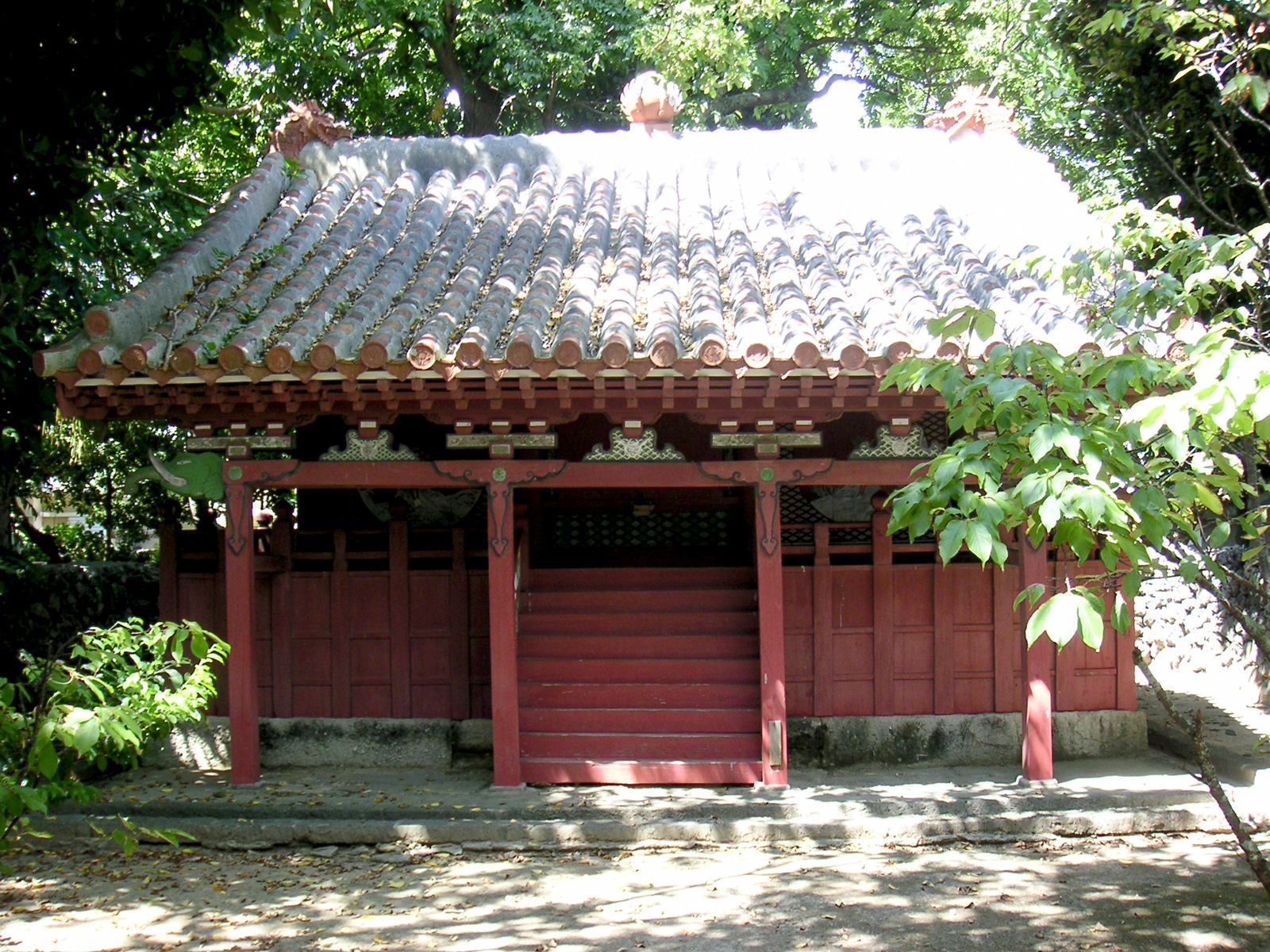
桃林寺権現堂
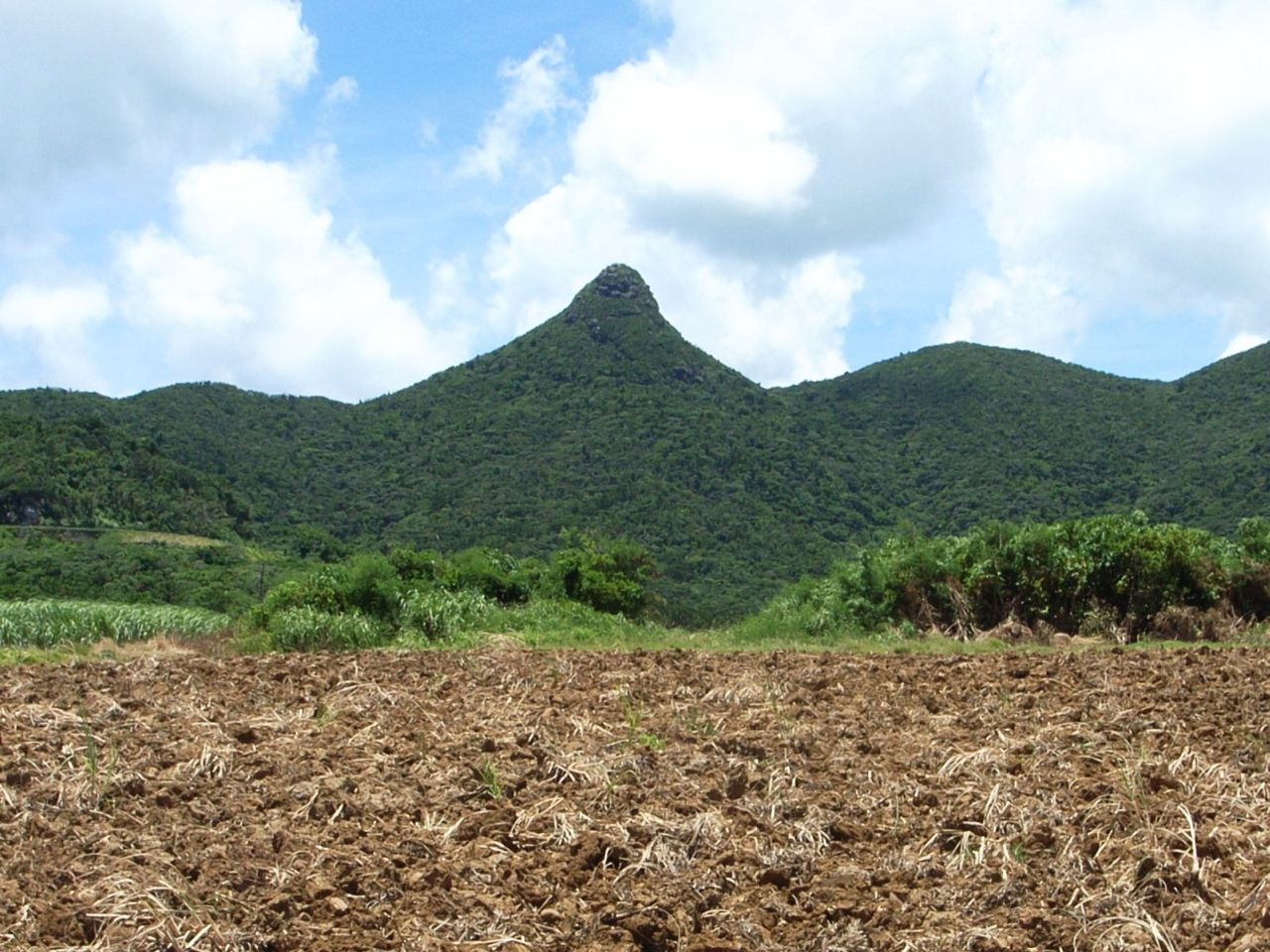
野底岳（野底マーペー）
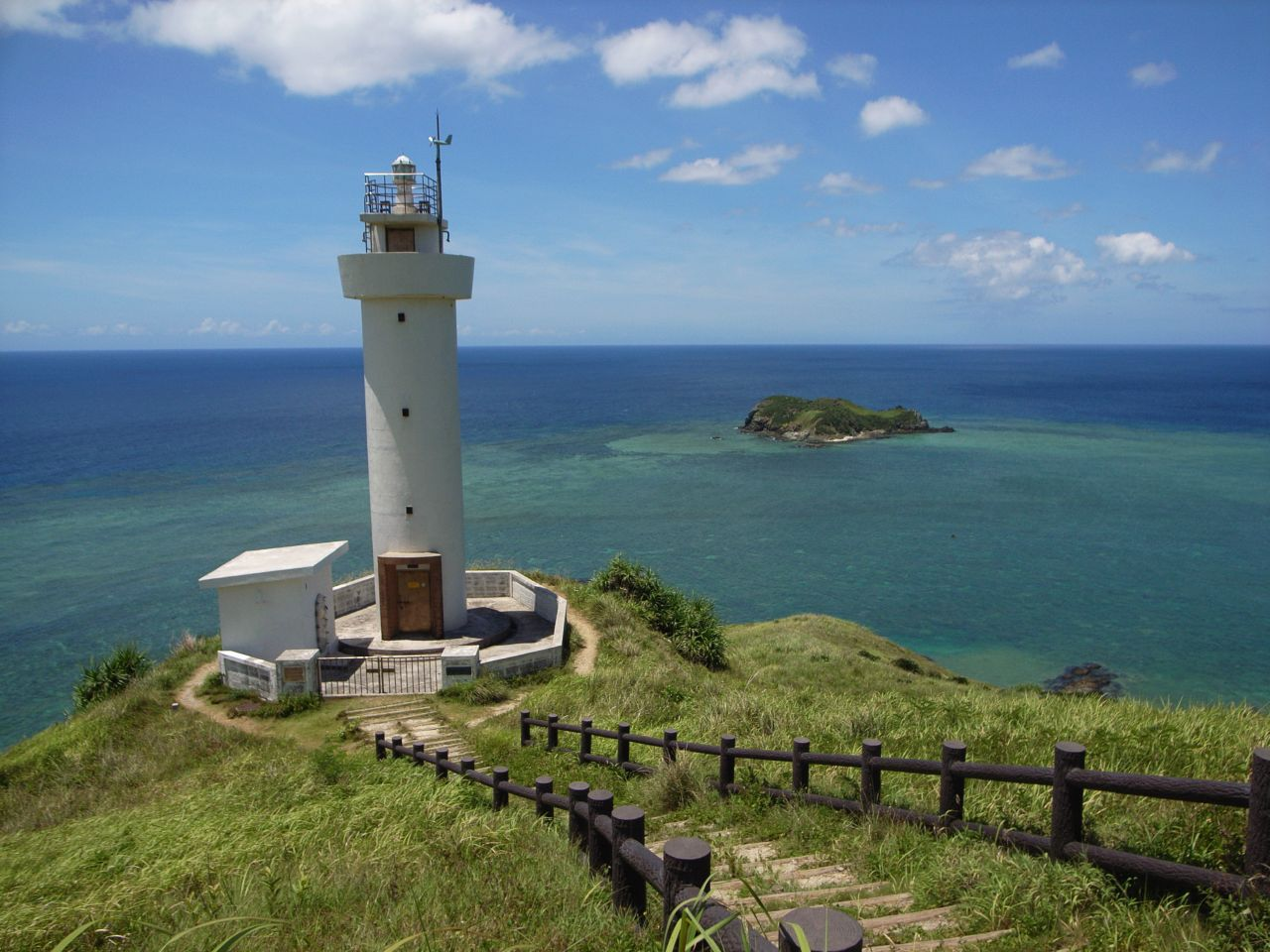
平久保崎・平久保埼灯台
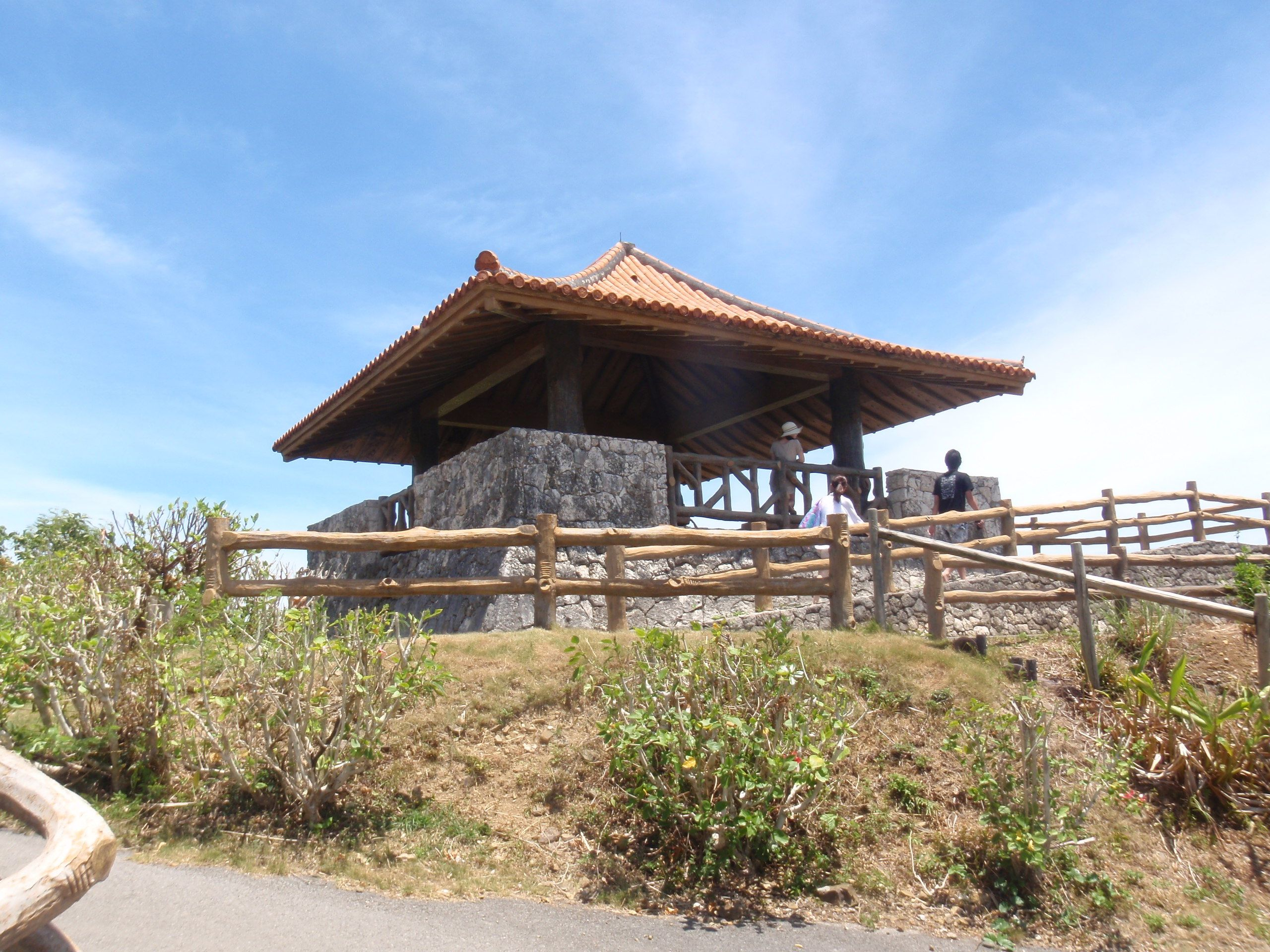
玉取崎展望台
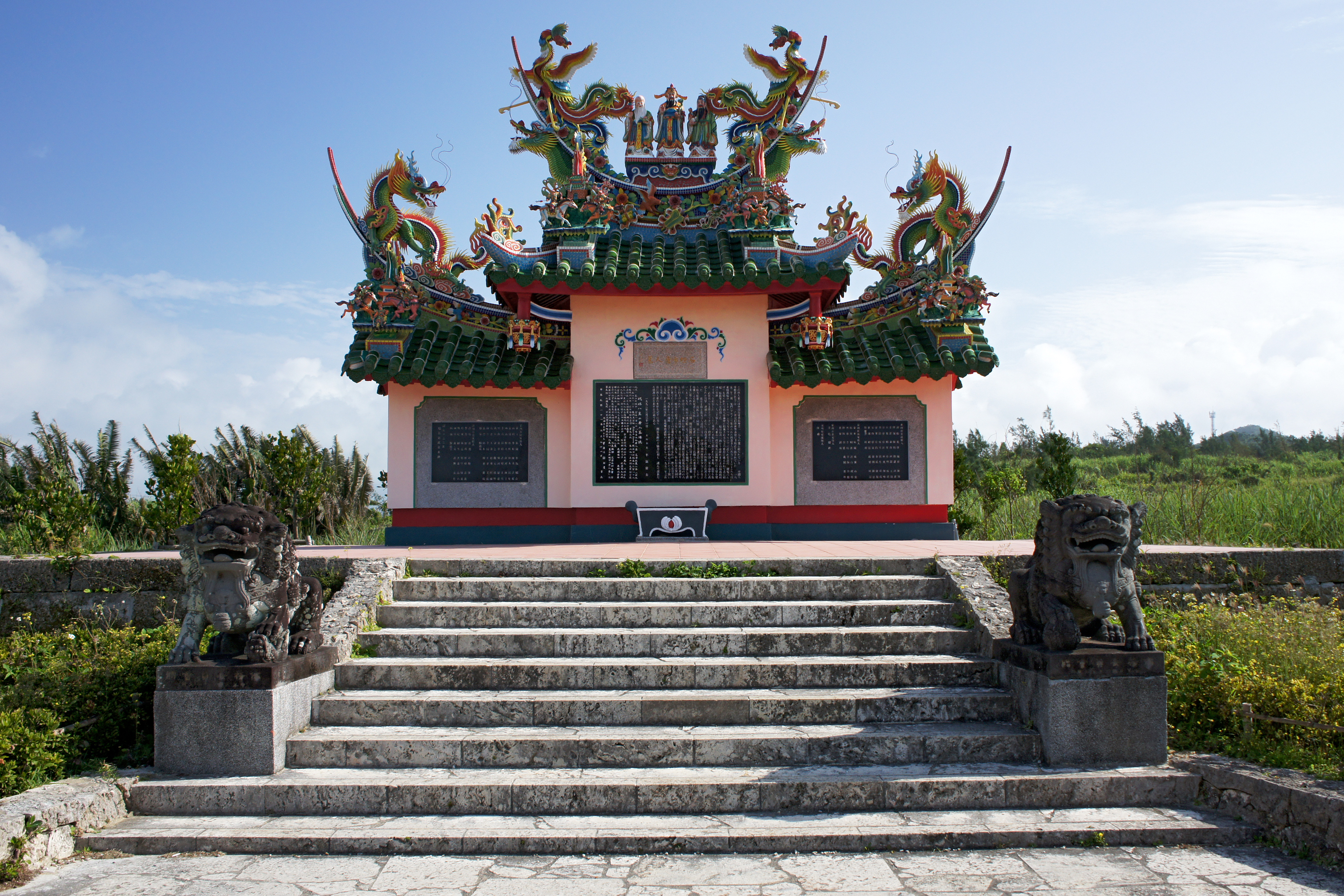
唐人墓
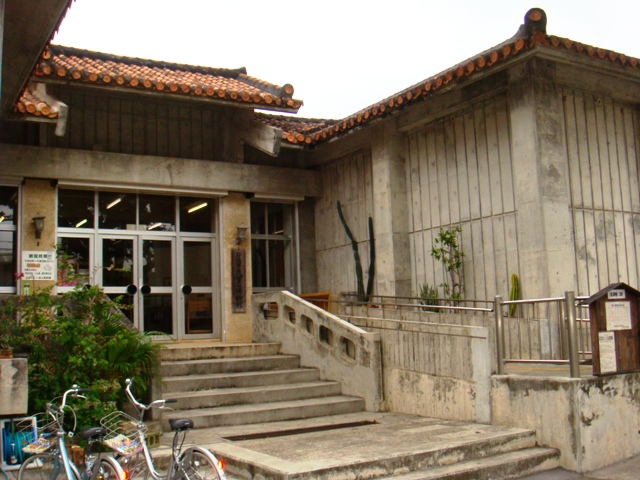
石垣市立八重山博物館
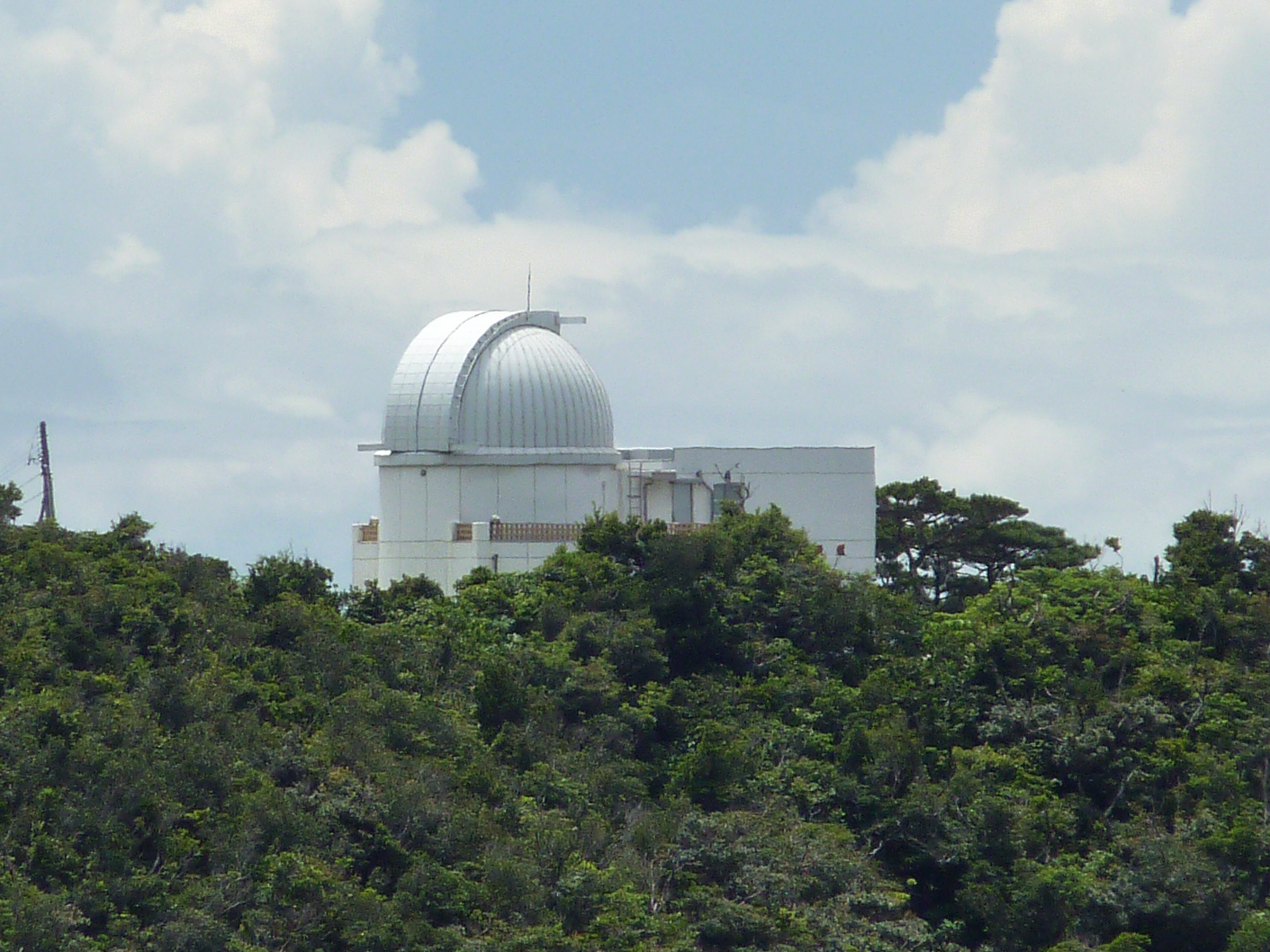
石垣島天文台
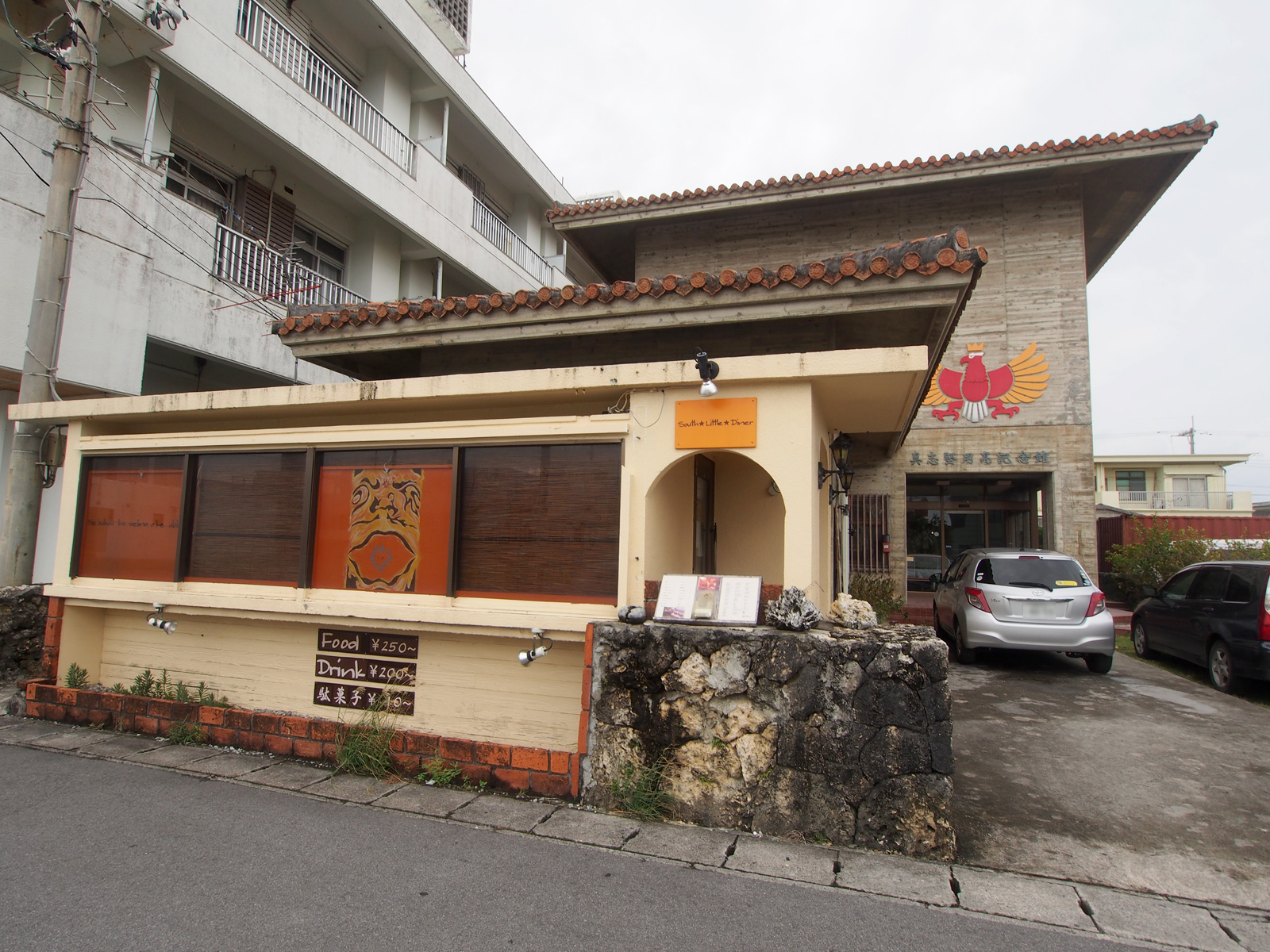
具志堅用高記念館

## 島外との交通

### 空路
2013年に現在の石垣空港（南ぬ島石垣空港）が開港した。旧空港時代から就航している日本トランスオーシャン航空・琉球エアーコミューターおよびANAに加えて、Peach Aviationが新たに就航したほか、国際線も新たに就航した。

### 航路
石垣港から八重山列島各島への高速船やフェリーによる定期旅客航路がある。八重山列島外へは、かつては琉球海運や有村産業が那覇や台湾、香港などへの定期旅客航路を運航していたが、いずれも運航を休止するか旅客営業を停止しているため、八重山列島内と域外の間の公共交通機関による移動は航空路線のみに限られている。

## 石垣島を舞台とする作品
小説
- バガージマヌパナス - 池上永一の小説。
- 風車祭 - 池上永一の小説。
- 夏化粧 - 池上永一の小説。
- 統ばる島 - 池上永一の小説。
- サウスバウンド - 奥田英朗の小説及びそれを原作とする映画。
- 匿名者のためのスピカ - 島本理生の小説。

映画
- うみ・そら・さんごのいいつたえ - 椎名誠監督の1991年公開の映画。
- モスラ2 海底の大決戦 - 1997年公開の映画。
- 白百合クラブ 東京へ行く - 2003年公開の映画。
- ナミイと唄えば - 2006年公開の映画。
- 恋しくて - 2007年公開の映画。
- サンゴレンジャー - 2013年公開の映画。

テレビドラマ
- 僕の島/彼女のサンゴ - 2008年にNHK総合テレビで放送。

アニメ作品
- GAMERA -Rebirth- - 2023年にNetflixで配信された作品で、崎枝半島が最終決戦の舞台となった[30]。

## ゆかりのある人物
- 石田ひかり（女優） - 母親の実家は、石垣島でスーパーマーケットをやっていた[31]。
- 石田ゆり子（女優） - 石田ひかりの姉。